# Axe
Axe（アックス）はユニリーバが展開する、男性用化粧品のブランドである。

## 概要・歴史
欧米では、1983年のフランスでの発売開始を皮切りにさまざまな商品が発売され、アメリカではスティック・タイプの制汗剤やシャワー・ジェル、アフター・シェイブ・ローションなども販売されており、主軸商品であるデオドラントの香りは15種類以上ある。
イギリスやオーストラリア、ニュージーランドなど一部地域では、同一の商品がLynx（リンクス）というブランドで売られている。
日本ではユニリーバ・ジャパンが2007年3月5日より販売を開始した。日本での発売準備に3年を要した。
8種類の香りの「フレグランスボディスプレー」はいわゆるスプレータイプの香水であり、汗や体臭を防ぐ機能はない（缶にも「オーデコロン」の記載がある）。2009年2月に「Twist It!」をキーワードに回して下げてスプレーする新形状のボトルと新ロゴを導入し、フルモデルチェンジを行った。2012年3月には、日本上陸5周年を記念し、通常品（60g）の1.5倍に増量した90g入りに入れ替え、約1年間の期間限定で発売。2013年2月には60gに戻し、パッケージデザインを再度変更。
2010年3月からはフレグランス以外にも展開するようになり、リフレッシュシート「プレミアム ブラックシート」を発売。本品は商品名にあるようにこのカテゴリーでは珍しい黒のシートを採用。なお、本製品は日本人向けに開発された世界初の製品となる。また、同年8月にはアメリカ発の「ボディソープ」を日本で発売するとともに、多重ネット構造とした「泡立てサイド」と「スクラブサイド」の2Way仕様の男性向けボディウォッシュツール「ガイウォッシュ」を追加した。なお、「ボディソープ」は成分・パッケージを日本向けに変更したもので、翌年の2011年3月にはつめかえ用を追加発売した。
2012年3月には、新たなカテゴリーとして、スプレータイプの男性用制汗デオドラント剤「アックスドライ デオドラントスプレー」を発売。本製品は汗をかく前に塗布するプレケアタイプの制汗剤で、「速攻ディフェンステクノロジー」と呼ばれる技術を採用。またスプレーの噴射口を3つ穴にした「トリプルホールスプレー」を採用している。
2013年7月には、クールタイプの男性用ボディローション「アイスバースト」をコンビニエンスストア限定で発売した。
2014年2月には、「ボディソープ」をリニューアル。ボトルタイプから全面に「AXE」ロゴを配した「360°デザインボトル」を採用したポンプタイプに変更し、内容量も増量した（本体:300ml→480g、つめかえ用:250ml→380g）。
2016年3月には、新シリーズとなる「AXE BLACK（アックス ブラック）」を発売。新しい香りとして追加される「フレグランス ボディスプレー」や「ボディソープ」に加え、日本向けの「AXE」で初となるヘアシャンプーとヘアスタイリング剤を新たにラインナップした。本シリーズで「AXE」のロゴが変更されており、「フレグランス ボディスプレー」と「ボディソープ」も新ロゴへの変更を伴うパッケージリニューアルを行った。

## 製品ラインナップ

### 現行製品
- シャンプー
  - ブラック ノーベッドヘア シャンプー - 2016年3月~
  - ブラック リセット シャンプー - 2017年3月~
  - ゴールド アンチグリース シャンプー - 2018年3月~
- トリートメント
  - ブラック リセット トリートメント - 2017年3月~
  - ゴールド アンチグリース トリートメント - 2018年3月~
- ヘアスタイリング
  - ブラック カジュアルコントロール パティワックス - 2016年3月~
  - ブラック デフィニティブホールド マッドワックス - 2016年3月~
  - ゴールド シルキーワックス - 2018年3月~
  - ブラック ファイナルタッチ インビジブルスプレー - 2016年3月~
  - ブラック ナチュラルポリッシュ アクアジェリー - 2017年3月~
  - ゴールド スーパーハードスプレー - 2018年3月~
  - ゴールド クラシックジェリー - 2018年3月~
  - ブラック フェザーウェイト バブルムース
  - ブラック ヒートスタイル ドライヤーフォーム
  - ブラック ファイナルタッチ インビジブルスプレー
- ボディソープ - 発売当初、香りは3種類だったが、入れ替えや追加が行われており、2018年4月現在は6種類をラインナップする。
- フレグランス ボディスプレー - 発売当初、香りは5種類だったが、「ボディソープ」同様に入れ替えや追加が行われており、2018年4月現在は10種類をラインナップする。
- ドライ デオドラントスプレー【医薬部外品】 - プレケアタイプの制汗剤。香りは3種類をラインナップする。

### 過去に発売されていた製品
- プレミアムブラックシート - 黒色のリフレッシュシート。香りはフレグランスボディスプレーと名称を統一した「エッセンス」と「ツイスト」の2種類で微香性。それぞれに14枚入りと30枚入りが設定されていた。
- アイスバースト - ジェルスプレータイプのボディローション。コンビニエンスストア限定。
- ガイウォッシュ - ボディソープとセットで使用するボディウォッシュツール。

## 香り

### 現行の香り
- ボディソープ
  - エッセンス(ESSENCE) - パウダリーフローラルの香り
  - キロ(KILO) - グリーンシトラスの香り
  - ショック(SHOCK) - ウォータリーミントの香り、2014年3月に追加された。
  - ブラック(BLACK) - クールマリンの香り、2016年3月に追加された。
  - アフターファイブ(AFTER 5) - ラベンダーの香り。2017年3月に追加された。
  - ゴールド(GOLD) - レモンティーの香り。2018年3月に追加された。
- フレグランス ボディスプレー
  - エッセンス(ESSENCE) - パウダリーフローラルの香り
  - キロ(KILO) - アクアグリーンの香り
  - クリック(CLICK) - スパイシーシトラスの香り
  - ワールドピース(WORLD PEACE) - フレッシュウッディーの香り、2014年2月に追加された香り。
  - スウィート(SWEET) - フルーティーフローラルの香り。日本限定で、2013年2月に追加された香り。
  - シトラス(CITRUS) - フレッシュオレンジの香り。日本限定で、2013年2月に追加された香り。
  - ダークテンプテーション(DARKTEMPTATION) - ダークチョコレートの香り。日本では2008年9月に追加された香り。
  - ブラック(BLACK) - クールマリンの香り、2016年3月に追加された。
  - アフターファイブ(AFTER 5) - ラベンダーの香り。2017年3月に追加された。
  - ゴールド(GOLD) - レモンティーの香り。2018年3月に追加された。
- ドライ デオドラントスプレー
  - アブソリュート(ABSOLUTE) - クールフローラルの香り
  - ワールドピース(WORLD PEACE) - フレッシュウッディーの香り、2014年2月に追加された香り。
  - フルコントロール(FULL CONTORL) - ジンジャーシトラスの香り

### 過去の香り
- ボディソープ
  - ツイスト(TWIST) - シトラスからウッディーへ変化する香り。「スウィート(SWEET)」の発売に伴い廃止。
  - オーシャン(OCEAN) - クールウォーターミントの香り。日本限定で、2013年4月に発売された夏季限定品。つめかえ用の設定はない。
  - アポロ(APOLLO) - さわやかなグリーンアロマの香り。2013年9月12日（木）の“宇宙の日”に新発売された。
  - スウィート(SWEET) - フルーティフローラルの香り。2013年2月に追加発売されたが、2014年2月のリニューアルに伴い廃止。
  - ライズアップ(RISE UP) - フレッシュシトラスの香り。2014年2月に追加発売されたが、2016年3月のパッケージリニューアルに伴い廃止。
- フレグランス ボディスプレー
  - ディメンション(DIMENSION) - ベルガモットシトラスの香り。日本では2009年2月の改良に伴い廃止。
  - コンヴィクション(CONVICTION) - アロマティックウッディムスクの香り。日本では「ツイスト(TWIST)」の発売に伴い廃止。
  - バイス(VICE) - フルーティフゼアの香り。日本では2007年9月に追加されたが、「インスティンクト(INSTINCT)」の発売に伴い廃止。
  - インスティンクト(INSTINCT) - ベルガモットの香り。日本では2009年9月に追加されたが、2013年2月のパッケージリニューアルに伴い廃止。
  - アンリミテッド(UNLIMITED) - フレッシュハーブの香り。日本では2009年2月のリニューアルと共に追加されたが、2013年2月のパッケージリニューアルに伴い廃止。
  - ツイスト(TWIST) - シトラスからウッディーへ変化する香り。日本では2010年3月に追加されたが、「ワールドピース(WORLD PEACE)」の発売に伴い廃止。
  - アポロ(APOLLO) - さわやかなグリーンアロマの香り。2013年9月12日（木）の“宇宙の日”に新発売された。
  - リカバー(RECOVER) - フローズンシトラスの香り。日本では2008年4月に発売された数量限定品。
  - ショック(SHOCK) - ワイルドミントの香り。日本では2008年4月に発売された数量限定品。
  - ライト(LIGHT) - シトラスカクテルの香り。日本では2009年4月に発売された数量限定品で、95gのビッグボトル。
  - シェイド(SHADE) - ウッディースパイスシトラスの香り。日本では2009年4月に発売された数量限定品で、95gのビッグボトル。
  - シャキットブルー(SHAKITTOBLUE) - フレッシュブルーミントの香り。日本では2011年発売の期間限定品。
  - サワヤカグリーン(SAWAYAKAGREEN) - クールシトラスの香り。日本では2011年発売の期間限定品。
- ドライ デオドラントスプレー
  - シャープフォーカス(SHARP FOCUS) - フレッシュライムミントの香り。「ワールドピース(WORLD PEACE)」の発売に伴い廃止。

## CM
日本では消費者の興味を持たせる為に、イギリス製のテレビCMを発売直後の3日間だけ放映し、その後、日本国内オリジナルのCMを放映しある程度、製品の名前を浸透させるというティザー広告作戦が行われた。
全CMで、男性が体に製品を吹きかけると、それをかぎつけた女性が大挙して押し寄せてくるという内容で、女性をひきつける香りをうたっている。(ただし、実際にそういう効果は無い。)
billions編
イギリス製のCM。数百人いる水着姿の女性が製品を体に吹きかけた男性に向かって走ってくる。イギリスでは2006年サッカーW杯のイングランド対スウェーデン戦の際に1回だけ放送された。
マネキン編
日本オリジナルのCM。蒲生麻由演じる教師風の女性がマネキンに製品を吹きかけるが、その香りに理性を失うというもので、表現がより露骨になっている。
合コン編
日本オリジナルのCM。合コンに兵士達が現れる。
電車編
松本エリ演じる女性の乗客が電車に乗車すると、兵士達が下りてきてスプレーを吹きかける。
ビーチパーティ編
登場人物は操り人形を使用する斬新なアイディアと「ひと夏だけの体験」をテーマにしたものである。
RIP SLYMEの「SPLASH」は、「AXE」CMソングとして起用されていた。
TBSテレビ番組リンカーンとのコラボレーションCM（TBS系のみで放送）
コンビニ編
松本人志・大竹一樹・蛍原徹・天野ひろゆきが美女を片手にコンビニから出てくるのを目撃した浜田雅功・三村マサカズ･宮迫博之・ウド鈴木が、その原因がAxeだとわかってコンビニ店内でAxeを探し回る内容。
当初、モテモテの原因がAxeだとわかって「Axeだ」と語るシーンは三村で撮影されていたが、あまりにNGを連発するため、宮迫に変更された。
ドラッグストア編
上記の逆バージョンで、浜田・三村・宮迫・ウドが欧米系美女片手にドラッグストアから出てくるのを目撃した松本・大竹・蛍原・天野が、そのモテモテの原因がAxeだとわかってドラッグストア店内でAxeを探し回る内容。
TBS玄関警備員編
TBS玄関でリンカーンのレギュラー8人全員が出てきたところに大勢の女性ファンが殺到したので警備員が制しようとすると、その警備員に女性が殺到してしまう。唖然としたリンカーンレギュラー達がその原因が警備員のポケットに入っているAxeだとわかってそのAxeを取り合う内容。
当初、警備員のモテモテの原因がAxeだとわかって最初にAxeを手にするシーンは三村で撮影されていたが、コンビニ編と同じくあまりにNGを連発するため、蛍原に変更された。
銭湯編
汗をかく仕事を終えた松本を除くメンバー7人が桶にタオルとAxeを持って全力疾走。その後、銭湯駆け込み、風呂場の戸を開けるとそこにはAxeで体を洗った松本が欧米系美女4人にモテモテとなって一緒に入浴中だったという内容。

## タイアップ・コラボレーション
- レインボーシックス ベガス - ラスベガス市内に広告看板がある。また、天蓋アトラクションで有名なフレモント・ストリート・エクスペリエンスステージ内に置かれているAxeのボトルを撃つと、アーケードスクリーン全面が音楽・特殊ムービーと共に広告に変わる。2006年時点でのゲーム内広告としては最大規模の物[3]。
- SCHOOL OF LOCK! - 2007年、番組内にて「カリスマセールスマン林さん」がオリジナル体操企画"THE AXERCISE II"を行った。
- オビラジR - タイアップで発売イベントを実施。オリエンタルラジオの藤森慎吾がTVCMにならったドッキリを仕掛けられた。
- リンカーン - 上記に記載されたコラボCMをTBS系列限定で2009年12月から2010年1月半ばまで放送。ユニリーバが同番組のスポンサーを務めている縁で実現した。また、CM撮影の様子も同番組内で放送された。さらにコラボCM第2弾も決定された。
- メタルギアソリッド ピースウォーカー - フレグランス ボディスプレーがゲーム内アイテムとして登場する。(2010)
- ONE PIECE - 2011年7月にワンピースオリジナルフィギュア付のフレグランスボディスプレー（ダークテンプテーション、アンリミテッドを除く5種類）、ボディソープ（全種類）を数量限定で発売。同年10月には第2弾として「新世界編」が発売された（ボディソープは従来通り全種類だが、フレグランスボディスプレーはエッセンス・キロ・クリックの3種類のみの設定となる）。
- 機動戦士ガンダム - 2012年9月にガンダムオリジナルフィギュア付AXEを数量限定発売。ラインナップはボディソープ2種（エッセンス、キロ）とフレグランスボディスプレー4種（エッセンス、キロ、クリック、インスティンクト）の計6種。
- MAN WITH A MISSION - 2013年6月に『Mash UP the DJ!』のオリジナルムービーを制作した。